# Josué Lifshitz
Pour les articles homonymes, voir Lifshitz.
Josué (Yehoshua) Lifshitz dit Champagnac  dans la Résistance, né le 3 décembre 1896 à Kherson, Ukraine et mort le 17 novembre 1993, à Ivry-sur-Seine, Val-de-Marne, est un Juif français, membre de la Résistance.

## Biographie
Josué Lifshitz est né le 3 décembre 1896 à Kherson, Ukraine. Il est le fils de Avraham Lifshitz et de  Sarah-Rivka Khayenko Lifshitz. Avraham Lifshitz est né en 1871 en Biélorussie et est mort le 10 juin 1938 à Tel Aviv en Palestine mandataire. Sarah Rivka Khayenko Lifshitz est née en 1876 à Kakhovka en Ukraine et est morte le 20 mai 1936 à Tel Aviv en Palestine mandataire. Il fait partie d'une fratrie de sept enfants.

### Palestine
En 1912, la famille Lifschitz immigre en Palestine. Les parents de Josué Lifshitz comptent parmi les fondateurs de Tel-Aviv.

### Première Guerre mondiale
Durant la Première Guerre mondiale, il est mobilisé dans l'armée turque. Il déserte, à la suite de la déclaration du ministre britannique des Affaires étrangères, Lord Arthur Balfour, qui annonce que le Royaume-Uni  est disposé à créer en Palestine un "foyer national juif". Il s'engage avec son frère, dans l'armée britannique. Il fait partie de la First Royal Jewish Fusillers du général Edmund Allenby. Il est décoré de la British War Medal et de la Victory Medal.

### Retour à la vie civile
En avril 1920, il retourne à la vie civile. Il obtient un baccalauréat à Tel-Aviv.

### Arrivée en France
Josué Lifshitz s’installe en France en juin 1920. Il étudie à la faculté des Sciences de Paris, de 1920 à 1924. Il obtient une licence de mathématiques puis un diplôme d’ingénieur électricien.
Le 7 janvier 1924, il débute comme ingénieur au bureau d'étude de la société Force et Lumière électriques, 67 rue de Dunkerque à Paris. Le 1er avril 1928, il est promu chef de service. Il habite à Montmorency. Il est naturalisé français par décret du 17 avril 1929.

### Seconde Guerre mondiale
Il est mobilisé en septembre 1939 comme responsable du service électrique de la poudrerie de Sevran-Livry. En juin 1940, la poudrerie est repliée à Saint-Médard-en-Jalles près de Bordeaux. Il est démobilisé en septembre 1940. Ne pouvant rejoindre Paris, il se rend à Rodez où il possède un atelier de fabrication de petit appareillage électrique.

#### Lyon
À Lyon, il y rencontre des amis parisiens, Albert et Anny Levy (Anny Latour). Par eux, il entre en relation début 1942 avec le pasteur Idebert Exbrayat (reconnu Juste parmi les nations en 1979, et le 16 décembre 1980, la médaille lui est remise par le consul d’Israël à la mairie de Calvisson). Josué Lifshitz aide à placer dans des fermes des Juifs en difficulté et fabriquer des faux papiers. Il prend la fausse identité d’Henri Robert Champagnac. Par ses contacts dans les préfectures et les mairies, il obtient des cartes d'alimentation et arrive à prévenir et à faire évader un grand nombre de personnes menacées d'arrestation.

#### La Sixième
En septembre 1942, par l'intermédiaire du pasteur Exbrayat, il rencontre Raymond Winter et Marcel Gradwohl, membres de la Sixième, organisation clandestine mise en place par les Eclaireurs israélites de France. Winter et Gradwohl présentent Josué Lifshitz à Robert Gamzon et Georges Garel qui lui demandent de rejoindre la Sixième "adultes". Dans ce cadre, il fait évader des internés du Camp de Gurs et du Camp de Rivesaltes et les dirige vers la Zone d'occupation italienne en France et vers l'Espagne. Au sein de la Sixième, Josué Lifshitz devient chef de la section "adultes" pour la région de Rodez. La section Jeunes est dirigée par Sylvain Richter.

#### Le Groupe de Limoges
Recherché par la police  à Rodez, il se rend à Toulouse, où il retrouve Anny Levy. il rejoint l’Armée juive, à la suggestion d'Anne Levy. Il est instructeur militaire puis chef du corps-franc à Limoges, en novembre 1943. L’instruction militaire se déroule à Poulouzat, village de la commune de Condat (Haute-Vienne), près de Limoges, où Josué Lifshitz dispose d’une mitrailleuse. Après instruction, les recrues vont à Toulouse avant de rejoindre le corps franc de la Montagne noire ou l’Espagne.
En mai 1944, son assistante pour la région de Périgueux, Annie Berger, sous surveillance policière, lui demande son remplacement. Il alors à Périgueux avec Sylvain Richter, responsable de la Sixième Jeunes. Le 11 mai 1944, Josué Lifshitz est arrêté à Périgueux par la 20e Brigade régionale de Police de Sûreté. Sylvain Richter, Jeannine Bloch et Edgard Perdreau sont également arrêtés. Le 12 mai 1944, ils sont internés administrativement à la maison d’arrêt de Périgueux dans l’attente d’être présentés au Parquet. Lors de son interrogatoire, Josué Lifshitz dit s’occuper par charité des enfants juifs dont les parents ont été déportés. Condamné par le tribunal de Périgueux à quatre mois de prison pour faux et usage de faux en matière de carte d’identité, il est libéré de la prison de Périgueux le 20 août 1944 par des FFI du groupe Soleil. Il reprend immédiatement du service comme capitaine FFI à Limoges puis se rend à Paris.

### Après la Guerre

#### Paris
Après la libération de Paris, Josué Lifshitz devient directeur général adjoint du COJASOR (Comité juif d’action sociale et de reconstruction). Il s’occupe du retour des déportés à l’hôtel Lutetia. Recruté par Abraham Polonski, ancien chef de l’Armée juive, il participe ensuite à l’exfiltration clandestine des Juifs du Maroc vers Israël. En 1949, il démissionne pour s’occuper de sa famille et de ses affaires.
Josué Lifshitz est homologué au titre de la Résistance intérieure française (RIF) le 21 septembre 1949.

### Famille
Josué Lifshitz est l'époux de Janine Lifshitz (née Kahn), née le 20 mai 1920 à Marseille et morte le 26 janvier 2011 à Paris. Ils ont 2 filles, Danielle Malka et Anne L Krams. Josué Lifshitz avait pour épouse, en premier mariage, dont il divorce, Lucienne Germaine Thillard, née le 13 avril 1904 à Thouars, (Deux-Sèvres), et morte en avril 1974 à Sète (Hérault).

### Mort
Josué Litschitz est mort le 17 novembre 1993 à Ivry-sur-Seine (Val-de-Marne).